# برنامج أكسفورد للتنمية خلال مرحلة ما قبل المدرسة
إن برنامج أكسفورد للتنمية خلال مرحلة ما قبل المدرسة في بريطانيا العظمى هو نهج ناجح معترف به دوليًا لتنمية الطفولة المبكرة، وهو يهتم بتوفير الرعاية والتغذية والأجواء الإيجابية للأطفال خلال مرحلة ما قبل المدرسة للتعلم من خلال الخبرة الشخصية والموجهة والإبداع. في برنامج أكسفورد، كل لحظة تُعد «لحظة تدريس» ويتم تعزيز كل فعل وموقف وتفاعل بالتزام ثابت تجاه كل طفل باعتباره فردًا مميزًا ومبهجًا؛ وباعتباره فردًا يجب إرشاده من خلال رحلة اكتشاف الذات التي تتمتع بالإثارة والتسلسل والإبداع الشخصي، أثناء تكون إحساس بالشخصية والحكم الجيد وتقدير الذات الإيجابي لديه مع بناء اللغة التأسيسية والمهارات الرياضية في بيئة ثرية في التنمية الاجتماعية.

## معلومات تاريخية
تأسس برنامج أكسفورد للتنمية خلال مرحلة ما قبل المدرسة في بريطانيا العظمى في أوائل الثمانينيات كجزء من الاعتراف المتزايد بأن السمات الشخصية والمهارات الاجتماعية على مدار الحياة تتشكل في السنوات الأولى من تنمية الطفولة. واستنادًا إلى الرؤى المبتكرة لمشروع أكسفورد لبحوث ما قبل المدرسة، بدأ البرنامج مع الأمل في أن يتم توجيه السنوات الخمس الأولى لكل طفل نحو أقصى استفادة لتحقيق أهداف الصحة البدنية والعاطفية والروحية والعلائقية على مدار الحياة جنبًا إلى جنب مع القناعة الشخصية وانضباط الوعي الذاتي والشخصية الأخلاقية القوية والشعور بالمسؤولية المجتمعية.

## الفلسفة
تعمل الأنشطة وجدول الأعمال اليومي لبرنامج أكسفورد للتنمية خلال مرحلة ما قبل المدرسة على تعظيم تقدم المهارات الحسية والحركية والإدراكية واللغوية والرياضية وتعزيزها من خلال المشاركة النشطة والمبدعة التي ينصب تركيزها على الطفل. في برنامج أكسفورد، لا تقل أهمية العملية عن أهمية المنتج، وبالتالي، يتعلم الأطفال من خلال التناسق الجاد للمشروعات والأنشطة والموازنة بين البنية الموجهة وفقًا للمعلم والاختيار الحر والتي يتم تعزيزها من خلال التكرار.
ومن الأمور الجوهرية لبرنامج أكسفورد التنموي خلال مرحلة ما قبل المدرسة هو احترام كل طفل كفرد وفهم تميز كل بنية وحالة أسرية. إن برنامج أكسفورد التنموي لمرحلة ما قبل المدرسة يسعى للعمل ك ـ«فريق» مع الآباء وأولياء الأمور لخلق توليفة تنموية متناسقة وديناميكية بين المنزل والمدرسة بحيث إن كل طفل - بداية من مرحلة نموه وتقدمه دون قلق وضغط - سوف يبلغ أقصى قدر من إمكاناته مع تكون الحب والإثارة لديه تجاه التعلم.

## التنمية المتتابعة
يعزز برنامج أكسفورد للتنمية خلال مرحلة ما قبل المدرسة الشعور بالأمن والثبات باعتبارهما من الضروريات اللازمة للتطور الصحي والعاطفي والاجتماعي والعقلي، وبالتالي، فإن جميع الأنشطة وجدول الأعمال تتبع تسلسلاً سهل الفهم ومتمحور حول الطفل، كما أنه موجه ببساطة وفقًا للمدرس. ويتم إرشاد الأطفال من خلال مجموعة كبيرة من الأنشطة «العملية» التفاعلية ويتم تشجيعهم لاستخدام إبداعهم وفضولهم الشخصي في مراكز الاكتشاف المركزة.
في مراكز اكتشاف الحياة، يتم تعريف الأطفال بالطبيعة (وبمرور الشهور، يتم تعريفهم بحدائق الخضراوات والفاكهة الموجودة في الهواء الطلق)؛ وفي مركز الفنون والحرف، يتمتع الأطفال بحرية التجربة والإبداع داخل مجال آمن ومشجع؛ وفي مركز الرياضيات، تساعد بعض الألغاز والألعاب والألعاب اليدوية على تحفيز النمو الإدراكي من خلال اللعب والتفاعل؛ وفي مركز المنزل والصحة، يتعلم الأطفال السلامة المنزلية والتدبير المنزلي والعادات الصحية من خلال اللعب الدرامي.
يلتزم برنامج أكسفورد للتنمية خلال مرحلة ما قبل المدرسة ببذل الجهود المركزة التي تتمتع بالحساسية للأفراد لتربية الطفل التابع لرعايتهم على القيم الأخلاقية الجوهرية الشاملة والنزاهة والأمانة والسلامة والمسؤولية واحترام الذات والآخرين. وفقًا لنموذج التعلم التتبعي والتجريبي، اتبع التقويم المدرسي موضوعات من شأنها أن ترشد التوليفة المنطقية لصفات الشخصية والتنمية الاجتماعية والإدراكية وتعليمها وتعزيزها.